# Przyjemska Góra
Przyjemska Góra – wzniesienie o wysokości 183 m n.p.m. na Pojezierzu Kaszubskim, położone w woj. pomorskim, w powiecie lęborskim, na obszarze gminy Cewice.
Nazwę Przyjemska Góra wprowadzono urzędowo w 1949 roku, zastępując poprzednią niemiecką nazwę Priem Berg. Według polskie przedwojennej mapy taktycznej wysokość wzniesienia wynosi 182,9 m n.p.m. zaś według danych zawartych na "Geoportalu" 183 m n.p.m.